# Governació de Matruh
La governació de Matruh (àrab: محافظة مطروح, muḥāfaẓat Maṭrūḥ) és una de les governacions o muhàfadhes d'Egipte, situada al nord-oest del país, tocant la mar Mediterrània, a la frontera amb Líbia. La seva capital és Mersa Matruh, i l'any 2006 tenia 322.341 habitants.
S'hi poden trobar molts llocs històrics relacionats amb la Campanya del nord d'Àfrica de la Segona Guerra Mundial, com El Alamein i cementiris dels exèrcits dels aliats i de l'eix.